# Henri de Vergy
Pour l’article homonyme, voir Henri Ier de Vergy.
Henri, seigneur de Vergy, ( † 1023) est un seigneur féodal franc.
Il pourrait être  le fils légitime d'Eudes-Henri de Vergy ou le fils illégitime d'Henri Ier de Bourgogne.
Il est l'ancêtre des différents seigneurs issus de la maison de Vergy.